# Доња Митрополија
Доња Митрополија (буг. Долна Митрополия) град је у Републици Бугарској, у северном делу земље, седиште истоимене општине Доња Митрополија у оквиру Плевенске области.

## Географија
Положај: Доња Митрополија се налази у крајњем северном делу Бугарске. Од престонице Софије град је удаљен 160 km североисточно, а од обласног средишта, Плевена град је удаљен 10 km северозападно, па је град његово предграђе.
Рељеф: Област Доње Митрополије се налази у области бугарског дела Влашке низије. Градско подручје је равничарско до валовито, на приближно 50 m надморске висине. 
Клима: Клима у Доњој Митрополији је континентална.
Воде: Доња Митрополија се образовала уз речицу Вит. У околини постоји више мањих водотока.

## Историја
Област Доње Митрополије је првобитно било насељено Трачанима, а после њих овом облашћу владају стари Рим и Византија. Јужни Словени ово подручеје насељавају у 7. веку. Од 9. века до 1395. г. област је била у саставу средњовековне Бугарске.
После 5 векова турског јарма Доње Митрополија је постала 1878. г. део савремене бугарске државе. Насеље постаје средиште окупљања за села у околини, са више јавних установа и трговиштем. Насеље је 1977. године проглашено градом.

## Становништво
По проценама из 2010. г. Доња Митрополија је имала око 3.500 ст. Огромна већина градског становништва су етнички Бугари. Остатак су махом Роми. Последњих деценија број становника у граду расте због ширења градског подручја оближњег Плевена.
Претежан вероисповест месног становништва је православна.